# Mbeere (distrikt)
Mbeere är ett av Kenyas 71 administrativa distrikt, och ligger i provinsen Östprovinsen. År 1999 hade distriktet 170 950 invånare. Huvudorten är Siakago.